# SN 2011ho
SN 2011ho – supernowa typu Ia-pec odkryta 28 października 2011 roku w galaktyce NGC 3847. W momencie odkrycia miała maksymalną jasność 18,70m.